# 1820 v loďstvech
Tento článek obsahuje významné události v oblasti loďstev v roce 1820.

## Lodě vstoupivší do služby
- HMS Beagle – 10dělová briga